# Godfrey Ridout
Godfrey Ridout (* 6. Mai 1918 in Toronto/Ontario; † 24. November 1984 ebenda) war ein kanadischer Komponist und Musikpädagoge.

## Leben
Ridout studierte am Toronto Conservatory of Music Orgel und Kontrapunkt bei Charles Peaker, Dirigieren bei Ettore Mazzoleni, Klavier bei Weldon Kilburn und Komposition bei Healey Willan. Als Komponist wurde er früh mit Werken wie der Ballade for Viola and Strings (1938), den Two Etudes für Streicher (1942) und der dramatischen Sinfonie Esther (UA 1952) mit den Solisten Lois Marshall und James Milligan bekannt. Von seinen drei Cantiones mysticae wurde die erste 1953 in der Carnegie Hall unter Leopold Stokowski aufgeführt. Zur Eröffnung des Sankt-Lorenz-Seeweges komponierte er 1959 die Music for a Young Prince. Für ein Konzert des Vereinten Nationen in New York entstand 1961 das Orchesterwerk Fall Fair, zur Feier des 200. Jahrestages der Unabhängigkeit der USA in Ottawa im Auftrag des National Arts Centre Orchestra George III, His Lament. Sein zweites groß3es Werk für Streichorchester (nach den Two Etudes) ist das Concerto grosso aus dem Jahr 1974. Die Fernsehoper The Lost Child wurde 1975 von der CBC gesendet.
Ab 1940 unterrichtete  Ridout am Toronto Conservatory of Music, von 1948 bis zu seiner Emeritierung 1982 war er zudem Professor an der University of Toronto. Zu seinen Schülern zählten Walter Babiak, Walter Buczynski, Hugh Davidson, Alan Detweiler, Ben McPeek, Welford Russell, Alfred Strombergs und Charles Wilson. Er arbeitete als Herausgeber für Canadian Music (1940–41) und die Canadian Review of Music and Art (1942-4) und schrieb Artikel über Arthur Sullivan, Edward Elgar und seinen Lehrer Healey Willan.  1964 schuf er eine Ouvertüre von Joseph Quesnels Oper Colas et Colinette im Stil des Komponisten.
Ridout war Mitglied und von 1966 bis 1973 Direktor der Composers, Authors and Publishers Association of Canada (CAPAC), die 1989 einen Godfrey Ridout Award für Chorkomposition stiftete. Er war weiterhin Mitglied der Canadian League of Composers und associate composer des Canadian Music Centre. Seine Frau war die Sängerin Freda Antrobus Ridout.

## Werke
- Ballade for Viola and String Orchestra. 1938
- Festal Overture für Orchester, 1939
- Two Etudes für Streichorchester, 1946, 1951
- Esther, dramatische Sinfonie für Sopran, Bariton, gemischten Chor und Orchester, 1952
- Cantiones mysticae für Sopran und Orchester, 1953
- Ave Maria für Frauenchor, 1954
- Prelude in F für Klavier,  1958
- Three Preludes on Scottish Tunes für Orgel, 1959
- Music for a Young Prince für Orchester, 1959
- The Dance (Carmina Burana CXXXVII) für gemischten Chor und Orchester, 1960
- Pange lingua für gemischten Chor und Orchester, 1960
- Fall Fair für Orchester, 1961
- The Ascension, Cantiones mysticae No. 2 (nach dem Auferstehungshymnus von Venantius Fortunatus) für Sopran, Trompete und Streicher,  1962
- Four Sonnets für gemischten Chor und Orchester, 1964
- Overture toColas et Colinette, 1964
- In Memoriam Anne Frank ’A Song of Strength‘ für Sopran und Orchester, 1965
- When Age and Youth Unite für Solist und/oder gemischten Chor und Orchester, 1966
- Folk Songs of Eastern Canada für Sopran und Orchester, 1967
- La Prima Ballerina: Suite No. 1 für Orchester, 1967
- Introduction and Allegro für Holzbläserquintett, Violine und Cello, 1968
- Prelude for Organ, 1968
- The Domage of the Wise für gemischten Chor, 1968
- March für Orgel, 1969
- Cantiones mysticae No. 3, Dream of the Rood für Bariton, gemischten Chor, Orchester und Orgel, 1972
- Frivolités canadiennes für Orchester, 1973
- Jubilee für Orchester, 1973
- Concerto grosso für Violine und Streichorchester, 1974
- George III, His Lament für Orchester, 1975
- The Lost Child, Fernsehoper, 1976
- Two Dances for Guitar, 1976
- Tafelmusik für Holzbläserensemble, 1976
- Spirit is Flesh This Night für fünfstimmigen gemischten Chor, 1976
- Kids' Stuff für Orchester, 1978
- No Mean City: Scenes From Childhood für Solisten und/oder Chor und Orchester, 1983
- Ballade II für Viola und Streichorchester, 1980
- Concerto Grosso No. 2 für Bläserquintett und Orchester, 1980
- The Seasons für Tenor und Klavierquintett, 1980
- A Birthday Fantasy für Flöte, Klarinette und Fagott, 1982
- Exile für weibliche Erzählerstimme und Instrumentalensemble, 1984